# Pseudobradya brevicornis
Pseudobradya brevicornis är en kräftdjursart som först beskrevs av Thomas Scott.  Pseudobradya brevicornis ingår i släktet Pseudobradya och familjen Ectinosomatidae. Inga underarter finns listade i Catalogue of Life.